# Torneo Clausura 2014 (Guatemala)
El Torneo Clausura 2014 fue el 30.º torneo corto del fútbol guatemalteco, dando fin a la temporada 2013-14 de la Liga Nacional de Fútbol de Guatemala.

## Equipos

### Equipos participantes
| Club                                   | Ciudad              | Departamento   | Estadio                         | Capacidad |
| -------------------------------------- | ------------------- | -------------- | ------------------------------- | --------- |
| Club Social y Deportivo Coatepeque     | Coatepeque          | Quetzaltenango | Estadio Israel Barrios          | 25.500    |
| Club Social y Deportivo Comunicaciones | Ciudad de Guatemala | Guatemala      | Estadio Cementos Progreso       | 17.000    |
| Club Social y Deportivo Municipal      | Ciudad de Guatemala | Guatemala      | Estadio Manuel Felipe Carrera   | 10.000    |
| Club Social y Deportivo Suchitepéquez  | Mazatenango         | Suchitepéquez  | Estadio Carlos Salazar Hijo     | 10.000    |
| Deportivo Iztapa                       | Iztapa              | Escuintla      | Estadio Armando Barillas        | 10.000    |
| Deportivo Malacateco                   | Malacatán           | San Marcos     | Estadio Santa Lucía             | 8.000     |
| Deportivo Marquense                    | San Marcos          | San Marcos     | Estadio Marquesa de la Ensenada | 11.000    |
| Deportivo Mictlán                      | Asunción Mita       | Jutiapa        | Estadio La Asunción             | 3.000     |
| Halcones F.C.                          | La Democracia       | Huehuetenango  | Estadio Comunal de La Mesilla   | 5.000     |
| Heredia Jaguares                       | Morales             | Izabal         | Estadio Del Monte               | 8.000     |
| Universidad SC                         | Ciudad de Guatemala | Guatemala      | Estadio Revolución              | 5.000     |
| Xelajú Mario Camposeco                 | Quetzaltenango      | Quetzaltenango | Estadio Mario Camposeco         | 13.000    |

### Equipos por departamento
| Departamento   | N.º | Equipos                       |
| -------------- | --- | ----------------------------- |
| Guatemala      | 3   | Comunicaciones Municipal USAC |
| Quetzaltenango | 2   | Coatepeque Xelajú             |
| San Marcos     | 2   | Malacateco Marquense          |
| Escuintla      | 1   | Iztapa                        |
| Huehuetenango  | 1   | Halcones                      |
| Izabal         | 1   | Heredia                       |
| Jutiapa        | 1   | Mictlán                       |
| Suchitepéquez  | 1   | Suchitepéquez                 |

## Fase de clasificación
|  | Pos. | Equipos             | PJ | PG | PE | PP | GF | GC | Dif. | PTS | Clasificación    |
|  | ---- | ------------------- | -- | -- | -- | -- | -- | -- | ---- | --- | ---------------- |
|  | 1º   | Heredia             | 22 | 11 | 3  | 8  | 50 | 33 | +17  | 36  | Cuartos de final |
|  | 2º   | Suchitepéquez       | 22 | 10 | 6  | 6  | 20 | 26 | +6   | 36  | Cuartos de final |
|  | 3º   | Xelajú MC           | 22 | 9  | 7  | 6  | 33 | 21 | +12  | 34  | Cuartos de final |
|  | 4º   | Comunicaciones      | 22 | 9  | 7  | 6  | 30 | 19 | +11  | 34  | Cuartos de final |
|  | 5º   | Coatepeque          | 22 | 10 | 4  | 8  | 32 | 37 | -5   | 34  | Cuartos de final |
|  | 6º   | Universidad SC      | 22 | 9  | 6  | 7  | 33 | 26 | +11  | 33  | Cuartos de final |
|  | 7º   | Municipal           | 22 | 8  | 7  | 7  | 22 | 19 | +3   | 31  | Cuartos de final |
|  | 8º   | Halcones La Mesilla | 22 | 8  | 5  | 9  | 19 | 31 | -12  | 29  | Cuartos de final |
|  | 9°   | Mictlán             | 22 | 7  | 7  | 8  | 25 | 34 | -11  | 28  |                  |
|  | 10º  | Marquense           | 22 | 6  | 8  | 8  | 25 | 35 | -10  | 26  |                  |
|  | 11º  | Malacateco          | 22 | 7  | 4  | 11 | 24 | 33 | -9   | 25  |                  |
|  | 12º  | Iztapa              | 22 | 3  | 6  | 13 | 24 | 39 | -15  | 15  |                  |
|  |      |                     |    |    |    |    |    |    |      |     |                  |

### Trofeo Juan Carlos Plata
Posiciones Actuales.
| N.º | Jugador              | Goles | Penales | Equipo                             |
| --- | -------------------- | ----- | ------- | ---------------------------------- |
|     | Oscar Isaula         | 20    | 1       | Heredia Jaguares                   |
| 2   | Carlos Kamiani Félix | 18    | 0       | Universidad de San Carlos          |
| 3   | Agustín Herrera      | 11    | 1       | Club Social y Deportivo Coatepeque |
| 4   | Abner Trigueros      | 9     | 1       | Deportivo Iztapa                   |
| 5   | Milton Núñez         | 8     | 2       | Universidad de San Carlos          |

### Trofeo Josue Danny Ortiz
Posiciones Actuales.
| N.º | Jugador            | Partidos | Goles | Promedio | Equipo                                 |
| --- | ------------------ | -------- | ----- | -------- | -------------------------------------- |
|     | Shane Moody-Orio   | 20       | 16    | 0.80     | Club Social y Deportivo Suchitepéquez  |
| 2   | Juan José Paredes  | 20.28    | 17    | 0.84     | Club Social y Deportivo Comunicaciones |
| 3   | Santiago Morandí   | 22       | 19    | 0.86     | Club Social y Deportivo Municipal      |
| 4   | José Mendoza Posas | 21       | 21    | 1.00     | Xelajú Mario Camposeco                 |

## Fase final
|  | Cuartos de final | Cuartos de final        | Cuartos de final | Cuartos de final | Cuartos de final |   |   | Semifinales | Semifinales | Semifinales | Semifinales | Semifinales |  |   | Final          | Final | Final | Final | Final |  |
|  |                  |                         |                  |                  |                  |   |   |             |             |             |             |             |  |   |                |       |       |       |       |  |
|  |                  |                         |                  |                  |                  |   |   |             |             |             |             |             |  |   |                |       |       |       |       |  |
|  | 3                | Xelajú M.C.             | 2                | 2                | 4                |   |   |             |             |             |             |             |  |   |                |       |       |       |       |  |
|  | 3                | Xelajú M.C.             | 2                | 2                | 4                |   |   |             |             |             |             |             |  |   |                |       |       |       |       |  |
|  | 6                | Universidad SC          | 2                | 0                | 2                |   |   |             |             |             |             |             |  |   |                |       |       |       |       |  |
|  | 6                | Universidad SC          | 2                | 0                | 2                |   | 3 | Xelajú M.C. | 1           | 0           | 1           |             |  |   |                |       |       |       |       |  |
|  |                  |                         |                  |                  |                  |   | 3 | Xelajú M.C. | 1           | 0           | 1           |             |  |   |                |       |       |       |       |  |
|  |                  |                         | 4                | Comunicaciones   | 3                | 1 | 4 |             |             |             |             |             |  |   |                |       |       |       |       |  |
|  | 4                | Comunicaciones          | 4                | Comunicaciones   | 3                | 1 | 4 | 1           | 1           | 2           |             |             |  |   |                |       |       |       |       |  |
|  | 4                | Comunicaciones          |                  |                  |                  |   |   |             |             | 2           |             |             |  |   |                |       |       |       |       |  |
|  | 5                | Deportivo Coatepeque    | 0                | 0                | 0                |   |   |             |             |             |             |             |  |   |                |       |       |       |       |  |
|  | 5                | Deportivo Coatepeque    | 0                | 0                | 0                |   |   |             |             |             |             |             |  | 4 | Comunicaciones | 1     | 1     | 2     |       |  |
|  |                  |                         |                  |                  |                  |   |   |             |             |             |             |             |  | 4 | Comunicaciones | 1     | 1     | 2     |       |  |
|  |                  |                         |                  | Municipal        | 0                | 0 | 0 |             |             |             |             |             |  |   |                |       |       |       |       |  |
|  | 1                | Heredia                 | 0                | Municipal        | 0                | 0 | 0 | 6           | 6           |             |             |             |  |   |                |       |       |       |       |  |
|  | 1                | Heredia                 | 0                |                  |                  |   |   |             |             |             |             |             |  |   |                |       |       |       |       |  |
|  | 8                | Halcones F.C.           | 1                | 1                | 2                |   |   |             |             |             |             |             |  |   |                |       |       |       |       |  |
|  | 8                | Halcones F.C.           | 1                | 1                | 2                |   | 1 | Heredia     | 1           | 3           | 4           |             |  |   |                |       |       |       |       |  |
|  |                  |                         |                  |                  |                  |   | 1 | Heredia     | 1           | 3           | 4           |             |  |   |                |       |       |       |       |  |
|  |                  |                         | 7                | Municipal (v)    | 1                | 3 | 4 |             |             |             |             |             |  |   |                |       |       |       |       |  |
|  | 2                | Deportivo Suchitepéquez | 7                | Municipal (v)    | 1                | 3 | 4 | 1           | 0           | 1           |             |             |  |   |                |       |       |       |       |  |
|  | 2                | Deportivo Suchitepéquez |                  |                  |                  |   |   |             |             | 1           |             |             |  |   |                |       |       |       |       |  |
|  | 7                | Municipal               | 4                | 1                | 5                |   |   |             |             |             |             |             |  |   |                |       |       |       |       |  |
|  | 7                | Municipal               | 4                | 1                | 5                |   |   |             |             |             |             |             |  |   |                |       |       |       |       |  |
|  |                  |                         |                  |                  |                  |   |   |             |             |             |             |             |  |   |                |       |       |       |       |  |

|                                    |
| Comunicaciones Campeón 28° Título. |
|                                    |

## Tabla acumulada
|  | Pos. | Equipos             | PJ | PG | PE | PP | GF | GC | Dif. | PTS | Clasificación                            |
|  | ---- | ------------------- | -- | -- | -- | -- | -- | -- | ---- | --- | ---------------------------------------- |
|  | 1º   | Comunicaciones      | 44 | 23 | 9  | 12 | 74 | 34 | +40  | 78  | Liga de Campeones de la Concacaf 2014-15 |
|  | 2º   | Municipal           | 44 | 21 | 12 | 11 | 59 | 32 | +27  | 75  | Liga de Campeones de la Concacaf 2014-15 |
|  | 3º   | Heredia             | 44 | 21 | 8  | 15 | 84 | 58 | +26  | 71  |                                          |
|  | 4º   | Universidad SC      | 44 | 20 | 8  | 16 | 64 | 59 | +5   | 68  |                                          |
|  | 5º   | Suchitepéquez       | 44 | 16 | 15 | 13 | 54 | 46 | +8   | 63  |                                          |
|  | 6º   | Xelajú MC           | 44 | 16 | 13 | 15 | 69 | 56 | +13  | 61  |                                          |
|  | 7º   | Marquense           | 44 | 15 | 15 | 14 | 51 | 57 | -6   | 60  |                                          |
|  | 8º   | Halcones La Mesilla | 44 | 16 | 10 | 18 | 42 | 64 | -22  | 58  |                                          |
|  | 9°   | Malacateco          | 44 | 14 | 11 | 19 | 45 | 58 | -13  | 53  |                                          |
|  | 10º  | Coatepeque          | 44 | 14 | 11 | 19 | 53 | 70 | -17  | 53  |                                          |
|  | 11º  | Mictlán             | 44 | 13 | 13 | 18 | 45 | 73 | -28  | 52  | Primera División 2014-15                 |
|  | 12º  | Iztapa              | 44 | 6  | 13 | 25 | 43 | 76 | -33  | 31  | Primera División 2014-15                 |
|  |      |                     |    |    |    |    |    |    |      |     |                                          |